# Torre degli Strozzi
La torre degli Strozzi è un edificio del centro storico di Firenze, situata in Via Monalda 15 rosso.

## Storia e descrizione
L'edificio, assieme alle costruzioni circostanti, apparteneva in origine alla famiglia Strozzi che, secondo la tradizione, qui aveva la propria residenza principale che mantenne fino al suo trasferimento nel vicino e ben più grandioso palazzo Strozzi. Nel Cinquecento la casa pervenne ai Pazzi e da questi l'acquistò, nel 1642, il Monte di Pietà per istituirvi uno dei presti o arroti. Da questa data la storia della fabbrica fu strettamente legata a quelle delle case che seguono (sempre acquisite dal Monte di Pietà, in via Monalda 1) e tuttavia questa, in data imprecisata, fu oggetto di un intervento teso a recuperarne l'immagine di torre medievale. 
Attualmente si presenta inserita a filo della cortina edilizia e di identica altezza all'edificio che l'affianca, ma in origine dovette essere ben più alta e svettare rispetto al tessuto edilizio circostante. Il fronte è caratterizzato dal tipico filaretto in pietra, con buche pontaie provviste di robuste mensole a individuare complessivamente quattro piani. Le tre finestre sono disassate e, al terreno, si apre un portale con arco inferiore ribassato e superiore acuto. Nonostante tali caratteristiche la propongano sulla strada come edificio a sé stante, la torre fa parte del complesso che si sviluppa con l'adiacente palazzo del Presto dei Pilli, interamente occupato dall'Hotel Golden Tower.